# Damage (filme de 2009)
Damage (Brasil: Punhos de Aço / Portugal: A Volta do Rebelde) é um filme canadense-americano de 2009 de ação dirigido por Jeff King, que tem como protagonista a estrela da luta-livre Steve Austin.

## Sinopse
John Brickner é um ex-presidiário que pretende recomeçar a sua vida, após deixar a prisão. Após um período de reclusão, retomar a vida seria sua primeira meta e desta vez, seria diferente. Contudo, problemas na vida pessoal fazem com que ele veja apenas uma saída para ganhar dinheiro. Logo John decide lutar em rigues de lutas clandestinas para juntar dinheiro. Nesse meio clandestino, ele acaba fazendo amigos e derrubando adversários.

## Elenco
- Steve Austin .... John Brickner
- Laura Vandervoort .... Frankie
- Walton Goggins .... Reno
- Lynda Boyd .... Veronica
- Adrian Holmes .... Ray Sharp
- Jorge Montesi .... Nestor
- Tony Bailey .... Wendell Timmons
- Phillip Mitchell .... Munson